# منتخب كوريا الجنوبية لهوكي الحقل للرجال
منتخب كوريا الجنوبية الوطني لهوكي الحقل للرجال (هانغل: 대한민국 필드하키 국가대표팀) هو ممثل كوريا الجنوبية الرسمي في المنافسات الدولية في هوكي الحقل .